# Llano Grande (Oaxaca)
Llano Grande es una población del estado mexicano de Oaxaca, localizada en el municipio de Santa María Jalapa del Marqués, en el Istmo de Tehuantepec. Tiene el carácter de localidad en Santa María Jalapa del Marqués, siendo la tercera más poblada después de la cabecera municipal y San Cristóbal.

## Ubicación y Población
Según el censo de población del 2020, San Cristóbal cuenta con una población de 458 habitantes, de los cuales: 222 son hombres y 236 son mujeres.
La localidad se ubica a 6.9 km al este de la cabecera municipal, sobre la carretera federal 190 Oaxaca-Tehuantepec. En las coordenadas geográficas 16°26′25″N 95°30′36″O / 16.44028, -95.51000.